# سفارت یونان در واشینگتن
سفارت یونان در واشینگتن (به انگلیسی: Embassy of Greece) یک سفارت در ایالات متحده آمریکا است که در واشینگتن، دی.سی. واقع شده‌است.